# Vasili Verechagin
Vasili Vasilievich Vereshchagin, adaptado para português Vasily Vasilievich Verechagine (26 de Outubro de 1842 - 13 de abril de 1904) foi o maior pintor de cenas de batalha russo e o primeiro artista do país a ser amplamente reconhecido no estrangeiro.
O seu pai era um abastado senhor de terras, de nobre ascendência. Já a sua mãe descendia de uma família proveniente da Turquia.
A entrada para a escola naval em São Petersburgo marcou o início da sua grande paixão pelas batalhas, tendo feito a sua primeira viagem em 1858.
Depois deste período, ingressou finalmente numa escola de desenho, onde foi homenageado com um medalha dois anos depois de ali ter ingressado.
Em 1864 viajou para Paris, estudando ali nos ateliers dos grandes mestres realistas. A partir daí percorreu grande parte do território europeu, e apaixonou-se por alguns países, os quais retratou frequentemente, como o país de origem da sua mãe, a Turquia. Verechagine pintou frequentemente as paisagens e cidades que abundavam a Turquia.
O seu estilo, profundamente marcado por cenas de batalha, era apreciado por toda a Europa, mas não se pode dizer que a sua técnica fosse a melhor. Contudo, a cada pintura sua, Verechagine dá a impressão de que os seus modelos - ou aquilo que ali for retratado - está muito para além daquilo que o espectador pode alcançar, tanto física como psicologicamente.
Com uma produção que percorreu vários movimentos artísticos, falece em 1904.